# El castell al cel
El castell al cel (天空の城ラピュタ, Tenkū no Shiro Rapyuta, lit: 'Laputa: Un castell al cel') és una pel·lícula d'animació japonesa o anime realitzada el 1986 per l'Studio Ghibli i distribuïda per Toei Kabushiki Kaisha. El film va ser escrit i dirigit per Hayao Miyazaki.
És considerada la segona pel·lícula de l'Studio Ghibli, després de Nausicaä de la Vall del Vent de 1984, tot i que tècnicament n'és la primera. Això és perquè Nausicaä, tot i ser la precursora de l'Studio Ghibli i estar realitzada per professionals d'aquesta, va ser estrenada un any abans de la fundació de l'estudi.
Va ser estrenada en català al canal infantil Super3 el 20 de maig de 2012 i posteriorment reemesa per l'SX3.

## Argument
Una aeronau llisca sobre un mar de núvols, en una nit de lluna plena. Muska, un agent secret del govern, acompanya una jove anomenada Sheeta. Sobtadament la nau és atacada pels pirates que, igual que el govern, busquen el secret de la pedra que Sheeta porta al voltant del coll. La pedra és la clau que obrirà les portes de la Fortalesa Celeste, una illa flotant al mig del cel creada per una antiga civilització que fa molt temps va desaparèixer del planeta. Pazu, un jove noi, es fa amic de Sheeta, l'ajuda a escapar dels seus perseguidors i junts es disposen a resoldre el misteri de la Fortalesa Celeste. Quan Sheeta i Pazu inicien el viatge cap a la Fortalesa Celeste, posen en marxa una cadena d'esdeveniments irreversibles. En aquest misteriós lloc trobaran un tresor molt més gran que el poder de governar el món.

## Influències
El nom "Laputa" prové de la novel·la de l'autor irlandès Jonathan Swift Els viatges de Gulliver. Al llibre, Laputa també és una illa voladora controlada pels seus propis habitants. S'ha especulat que l'illa de Miyaki té semblança amb la de Swift, on la superioritat tecnològica del castell al cel és utilitzada amb fins polítics.
Durant la pel·lícula, el Coronel Muska menciona que l'illa té relació amb llegendes bíbliques i hindús. Així, comparant el món de Laputa amb el nostre (en especial a la civilització occidental), trobem el castell d'arquitectura medieval a terra, els edificis gòtics i entramats de fusta del poble a prop de la fortalesa, l'arquitectura, roba i vehicles terrestres gal·lesos del poble miner llar d'en Pazu i l'ambientació victoriana del vaixell pirata. El film també fa referència a l'epopeia hindú Ramayana, el text sagrat de l'hinduísme on es narren les aventures de Rama per vèncer el seu rival Ravana i aconseguir estar amb la seva esposa Sita. Sheeta, la protagonista femenina de El castell al cel, podria fer referència a Sita.
Alguns tipus d'arquitectura vistos a la pel·lícula estan inspirats per un poble miner gal·lès. Miyazaki va visitar Gal·les per primer cop el 1984 i va ser testimoni en primera persona de la vaga dels miners. Va tornar al País de Gal·les el 1986 per preparar "El castell al cel", film que va dir que reflectia la seva experiència a Gal·les: "Vaig estar a Gal·les just després de la vaga dels miners. Realment vaig admirar la manera en què els miners es van unir per lluitar fins al final per les seves feines i comunitats, i volia reflectir la força d'aquelles comunitats a la meva pel·lícula". Miyazaki va declarar a The Guardian: "Vaig admirar aquells homes, vaig admirar la forma en què van batallar per salvar el seu estil de vida, exactament com els miners de carbó del Japó van fer. Molta gent de la meva generació veu els miners com un símbol; una espècie en extinció d'homes lluitadors. Ara han marxat".

## Títol
Tot i que en japonès el nom "Laputa" no té cap significat, aquest prové de Els viatges de Gulliver (novel·la de Jonathan Swift). En anglès, idioma original de la novel·la, el terme tampoc té significat, però el més probable és que l'autor conegués el significat en espanyol (i català) de la paraula i anomenés així a l'illa com una mostra de sàtira. A la novel·la, el mateix Gulliver menciona l'espanyol com una de les llengües que sap parlar.
Atès que podia resultar ofensiu, en doblar la pel·lícula en molts llocs, incloent-hi la versió catalana, nord-americana, espanyola i mexicana, es va canviar el títol del film ometent la paraula "Laputa". A la versió espanyola, l'illa fins i tot va canviar de nom, i es va anomenar "Lapuntu", canvi que va traslladar-se al doblatge de molts altres països com el Regne Unit o França sota el segell de Disney "Buena Vista Home Entertainment". A la versió catalana, es va esborrar la paraula "Laputa" del títol, però es va conservar al doblatge de la pel·lícula, però pronunciant el mot com a esdrúixola (Làputa). Al Regne Unit, el nom original va recuperar-se el febrer de 2006 quan Optimum Asia va adquirir els drets de les pel·lícules de l'Studio Ghibli i va fer-ne una nova distribució.

## Repartiment
- Sheeta: El seu nom complet és Lusheeta Toelle Ul Laputa i és la protagonista de la història. Dolça i gentil, és la descendent d'una nissaga reial lligada a la història de Laputa. Sempre duu un penjoll màgic que ha anat passant a través de generacions per totes les dones de la seva família i que li permet levitar. Més tard es descobreix que aquesta joia és clau per treure l'entrellat del misteri de l'illa al cel i dels seus orígens com a princesa. Té les característiques típiques de les heroïnes de Miyazaki, sent una nena forta i valenta que creix al llarg de la història i es converteix en algú capaç d'enfrontar-se a qualsevol cosa. Físicament, és una noia d'uns 12-13 anys, amb els cabells castanys foscos i els ulls del mateix color. Porta una diadema vermella i els cabells recollits en dues trenes. Destaca la seva semblança a una heroïna prèvia de Miyazaki: Lana, la protagonista de l'anime Conan, el nen del futur.
- Pazu: És un noi jove, d'uns 13 anys, com la Sheeta. Aquest jove orfe, viu a un poble miner, on treballa com aprenent d'un operador de maquinària a les mines. Tot i això, té una gran passió, que comparteix amb el seu difunt pare: poder volar. Somia de crear un invent que el dugui a Laputa, l'illa del cel, i poder demostrar que el seu pare, que un cop va fotografiar l'illa, no mentia quan n'afirmava l'existència. És un jove noble i lleial, i quan troba a Sheeta no dubta en ajudar-la i acompanyar-la en la seva aventura. Aquest noi, espavilat i valent, protegeix la Sheeta sempre que pot, arriscant-se per salvar-la, i entre els dos neix una forta amistat.
- Dola: És la líder d'un grup de pirates de l'aire, a més de la mare de 3 dels integrants d'aquesta. És una dona gran, però amb molta força, caràcter i vitalitat. Inicialment busca l'illa al cel per apropiar-se dels seus tresors i fins i tot arriba a aliar-se amb l'exèrcit per tractar de capturar la Sheeta, però quan s'adona de les veritables intencions d'en Muska decideix ajudar la Sheeta i en Pazu. Darrere la seva aparença de dona implacable i malhumorada, en realitat s'amaga una persona dolça i comprensiva i una antiga aventurera desitjosa de surcar els cels.
- Coronel Muska: El seu nom complet és Romuska Paru Ul Laputua i, igual que la Sheeta, ell també descendeix dels antics habitants de Laputa. És l'antagonista principal de la història. A diferència de la Sheeta, ell sempre ha estat conscient dels seus orígens i la seva principal motivació a la vida és trobar l'illa al cel per governar-la i dominar la resta del món. És un home cruel, egoista i despietat, capaç de fer qualsevol cosa per assolir els seus objectius. Treballa pel govern en la cerca de l'illa i els seus tresors, tot i que en realitat ell vol l'illa per si mateix i no guarda cap mena de lleialtat envers l'exèrcit.
- Oncle Pom: És un home de la tercera edat amb gran saviesa. Coneix en Pazu des que era molt petit i en certa manera és el seu mentor. Coneix el secret del penjoll que duu la Sheeta i que li permet volar.
- Cap d'en Pazu: Cuida de tots els seus homes i especialment d'en Pazu, ja que no té pares. Posteriorment, també defensa la Sheeta. És un home valent, que dona la cara pels seus, i no dubta en enfrontar-se als pirates de la Dola per tal de protegir els dos nens. En Pazu li té molt de respecte.

## Veus
| Personatge    | Japonès           | Català             |
| ------------- | ----------------- | ------------------ |
| Sheeta        | Keiko Yokozawa    | Maria Josep Guasch |
| Pazu          | Mayumi Tanaka     |                    |
| Dola          | Kotoe Hatsui      | Teresa Manresa     |
| Coronel Muska | Moinori Terada    | Aleix Estadella    |
| Oncle Pom     | Fujio Tokita      | Fèlix Benito       |
| Cap           | Hiroshi Ito (II)  | Ramon Canals       |
| General Muoro | Ichirô Nagai      | Jordi Varela       |
| Vell Enginyer | Ryûji Saikachi    | Joaquim Casado     |
| Anli          | Sukekiyo Kameyama | Eduard Doncos      |
| Shalulu       | Takuzou Kamiyama  | Xavier Cassan      |

## Miscel·lània
- Els dos protagonistes de la pel·lícula, guarden gran semblança (tant física com de caràcter) a la Lana i en Conan, protagonistes de l'anime que Miyazaki havia creat el 1978: Conan, el nen del futur.
- Originalment, el nom romanitzat de la Sheeta havia d'escriure's Shita, però això es va canviar a causa de la semblança del nom amb la paraula anglesa shit (merda).
- El germà de Miyazaki va dir que el personatge de Dola estava creat basat en el caràcter de la seva pròpia mare.
- A l'illa al cel, apareixen uns petits animalons de color groc amb ratlles fosques semblants a la barreja entre una guineu i un esquirol. Aquest animal ja havia aparegut anteriorment a Nausicaä de la vall del vent, on era la mascota de la protagonista.
- Quan Disney va comprar els drets de la pel·lícula per distribuir-la als EUA el 1999 (13 anys després de l'estrena original) van demanar a Joe Hisaishi (compositor de la melodia original) que allargués la banda sonora. Això es deu al fet que hi havia grans espais sense música (de fins a 7 minuts) una cosa gens habitual en el cinema occidental. Joe Hisaishi va accedir i Miyazaki es va mostrar molt content amb el resultat.
- En una escena apareix una fotografia de la Dola de jove, i es veu que guardava una gran semblança amb la Sheeta.
- A la casa del cap d'en Pazu, es pot veure un pamflet amb propaganda que recorda a la propaganda socialista de mitjans del segle xx.